# Puchar Europy Mistrzyń Krajowych siatkarek (1960/1961)
Puchar Europy Mistrzyń Krajowych 1961 – 1. sezon Pucharu Europy Mistrzyń Krajowych rozgrywanego od 1960 roku, organizowanego przez Europejską Konfederację Piłki Siatkowej (CEV) w ramach europejskich pucharów dla żeńskich klubowych zespołów siatkarskich "starego kontynentu".

## Drużyny uczestniczące
- Dinamo Moskwa
- Minior Pernik
- Dinamo Bukareszt
- Fenerbahçe SK
- Partizan Belgrad
- TS Casablanca
- SC Espinho
- Stade Français
- Slavia Praga
- Rotation Leipzig
- Olimpia Wiedeń
- AZS AWF Warszawa

## Rozgrywki

### Runda 1/8
| Data       | Drużyna 1        | Wynik     | Drużyna 2      | 1    | 2    | 3     | 4 | 5 | * |
| ---------- | ---------------- | --------- | -------------- | ---- | ---- | ----- | - | - | - |
|            | Dinamo Moskwa    |           | wolny los      |      |      |       |   |   |   |
|            | Minior Pernik    | 3:0 (wo.) | ?              |      |      |       |   |   |   |
|            | Dinamo Bukareszt | 3:0       | Fenerbahçe SK  |      |      |       |   |   |   |
|            | Dinamo Bukareszt | 3:0       | Fenerbahçe SK  |      |      |       |   |   |   |
|            | Partizan Belgrad | 3:0       | TS Casablanca  |      |      |       |   |   |   |
|            | Partizan Belgrad | 3:0       | TS Casablanca  |      |      |       |   |   |   |
| 14.01.1961 | SC Espinho       | 0:3       | Stade Français | 8:15 | 4:15 | 15:17 |   |   |   |
|            | SC Espinho       | 0:3       | Stade Français |      |      |       |   |   |   |
|            | Slavia Praga     |           | wolny los      |      |      |       |   |   |   |
|            | Rotation Leipzig | 3:0       | Olimpia Wiedeń |      |      |       |   |   |   |
|            | Rotation Leipzig | 3:0       | Olimpia Wiedeń |      |      |       |   |   |   |
|            | AZS AWF Warszawa | 3:0 (wo.) | ?              |      |      |       |   |   |   |

### Ćwierćfinał
| Data       | Drużyna 1        | Wynik | Drużyna 2        | 1     | 2     | 3     | 4     | 5 | * |
| ---------- | ---------------- | ----- | ---------------- | ----- | ----- | ----- | ----- | - | - |
|            | Dinamo Moskwa    | 3:0   | Minior Pernik    | 15:10 | 15:10 | 15:9  |       |   |   |
| 17.03.1961 | Dinamo Moskwa    | 3:1   | Minior Pernik    | 15:3  | 16:14 | 13:15 | 15:11 |   |   |
| 05.03.1961 | Partizan Belgrad | 3:1   | Dinamo Bukareszt | 15:9  | 16:18 | 15:9  | 15:13 |   |   |
| 12.03.1961 | Partizan Belgrad | 0:3   | Dinamo Bukareszt | 7:15  | 11:15 | 11:15 |       |   |   |
|            | Stade Français   | 0:3   | Slavia Praga     |       |       |       |       |   |   |
| 19.03.1961 | Stade Français   | 1:3   | Slavia Praga     | 8:15  | 7:15  | 15:12 | 5:15  |   |   |
|            | AZS AWF Warszawa | 3:1   | Rotation Leipzig |       |       |       |       |   |   |
|            | AZS AWF Warszawa | 3:2   | Rotation Leipzig |       |       |       |       |   |   |

### Półfinał
| Data | Drużyna 1        | Wynik | Drużyna 2        | 1 | 2 | 3 | 4 | 5 | * |
| ---- | ---------------- | ----- | ---------------- | - | - | - | - | - | - |
|      | Dinamo Moskwa    | 3:0   | Dinamo Bukareszt |   |   |   |   |   |   |
|      | Dinamo Moskwa    | 3:2   | Dinamo Bukareszt |   |   |   |   |   |   |
|      | AZS AWF Warszawa | 3:0   | Slavia Praga     |   |   |   |   |   |   |
|      | AZS AWF Warszawa | 3:1   | Slavia Praga     |   |   |   |   |   |   |

### Finał
| Data       | Drużyna 1        | Wynik | Drużyna 2     | 1     | 2     | 3     | 4     | 5    | * |
| ---------- | ---------------- | ----- | ------------- | ----- | ----- | ----- | ----- | ---- | - |
| 27.04.1961 | AZS AWF Warszawa | 2:3   | Dinamo Moskwa | 15:1  | 3:15  | 4:15  | 15:12 | 9:15 |   |
| 08.05.1961 | AZS AWF Warszawa | 0:3   | Dinamo Moskwa | 11:15 | 13:15 | 10:15 |       |      |   |

## Klasyfikacja końcowa
| Miejsce | Drużyna          |
| ------- | ---------------- |
| złoto   | Dinamo Moskwa    |
| srebro  | AZS AWF Warszawa |
| 3-4.    | Dinamo Bukareszt |
| 3-4.    | Slavia Praga     |